# みなとみらい東急スクエア
- 東急モールズデベロップメント > 東急スクエア > みなとみらい東急スクエア
- クイーンズスクエア横浜 > みなとみらい東急スクエア

みなとみらい東急スクエア（みなとみらいとうきゅうスクエア）は、神奈川県横浜市西区みなとみらい二丁目のクイーンズスクエア横浜内にあるショッピングセンター。運営は株式会社東急モールズデベロップメントが行う。
クイーンズスクエア横浜［アット！］（at!）とクイーンズイースト（QUEEN'S EAST）が統合され、2017年10月27日に開業。地下3階で、みなとみらい線のみなとみらい駅に直結する。

## 概要
クイーンズイースト（1997年9月5日開業）の運営会社で、株式会社東急百貨店の100％子会社であった株式会社クイーンズイースト（前: 株式会社よこはま東急百貨店、後: 株式会社みなとみらい東急スクエア）が、クイーンズスクエア横浜［アット！］（1997年7月18日）の運営会社であった株式会社東急モールズデベロップメントの100%子会社となったのを機に両ショッピング施設の屋号を統一し、2017年10月27日にみなとみらい東急スクエアとしてグランドオープン。施設のロゴマークは「錨（いかり）」をモチーフにしている。
統合前には［アット！］は59店舗、クイーンズイーストは79店舗存在したが、統合を機に11店舗をリニューアルし、さらには神奈川県初出店となる「シェイク・シャック」や「STAR JEWELRY Girl」、「TAKANASHI Milk RESTAURANT」、「namcoあそびパークPLUS」など14店舗が順次新規オープンしている。
統合を機にTOKYUポイントサービスが施設全体で利用可能となっている。

## フロア構成と主なテナント
「①（ワン）」・「②（ツー）」・「③（スリー）」・「④（フォー）」・「ステーションコア」の5つのエリアで構成され、「①」・「②」・「③」・「④」はクイーンズスクエア横浜内のメインストリート“クイーンモール”と接続、「④」と「ステーションコア」（みなとみらい駅に接続）は上下に配置されている。ショッピング施設ブランドの統合によりクイーンズイーストは「①」に、［アット！］の「1st」・「2nd」・「3rd」はそれぞれ「②」・「③」・「④」となった。
各エリアごとの主なテナントを以下に記載する。その他、テナントの詳細は公式サイト内「フロアガイド」を参照のこと。

### ①（旧クイーンズイースト）
- 4F namcoあそびパークPLUS
- 3F 丸善
- 2F シェイク・シャック/STAR JEWELRY Girl
- 1F BEAMS/Swatch/ZARA
- B1F 一風堂/回転寿司 沼津港/58cafe/葉山ガーデン

### ②（旧アット！1st）
- 4F エディー・バウアー/L.L.Bean
- 3F スタイルファクトリー
- 2F XLARGE・X-girl/STUSSY/スウィートファクトリー/リーバイス ストア
- 1F スターバックスコーヒー
- B1F スーパースポーツゼビオ

### ③（旧アット！2nd）
- 5F D.U.M.B.O
- 4F 橙家
- 3F さかえや/トゥエンティーフォーセブン レストラン
- 2F TAKANASHI Milk RESTAURANT/プレミアム ビュッフェ
- 1F マクドナルド/サブウェイ/ケンタッキーフライドチキン/アメリカンハウス カルニタス/ファミリーマート

### ④（旧アット！3rd）
- 3F - ムラサキスポーツ
- 2F - スヌーピータウンショップ/ディズニーストア/サンリオ ビビティックス
- 1F - トモズ/ポンパドウル/郵便局

### ステーションコア
- B1F - ガーリックジョーズ/下高井戸旭鮨総本店/陳麻婆豆腐/横浜更科一休/新宿さぼてん
- B2F - ドレスエブリ/ボーコンセプト
- B3F - カルチャーエージェント文教堂/ニューヨーク グランド キッチン

## ギャラリー

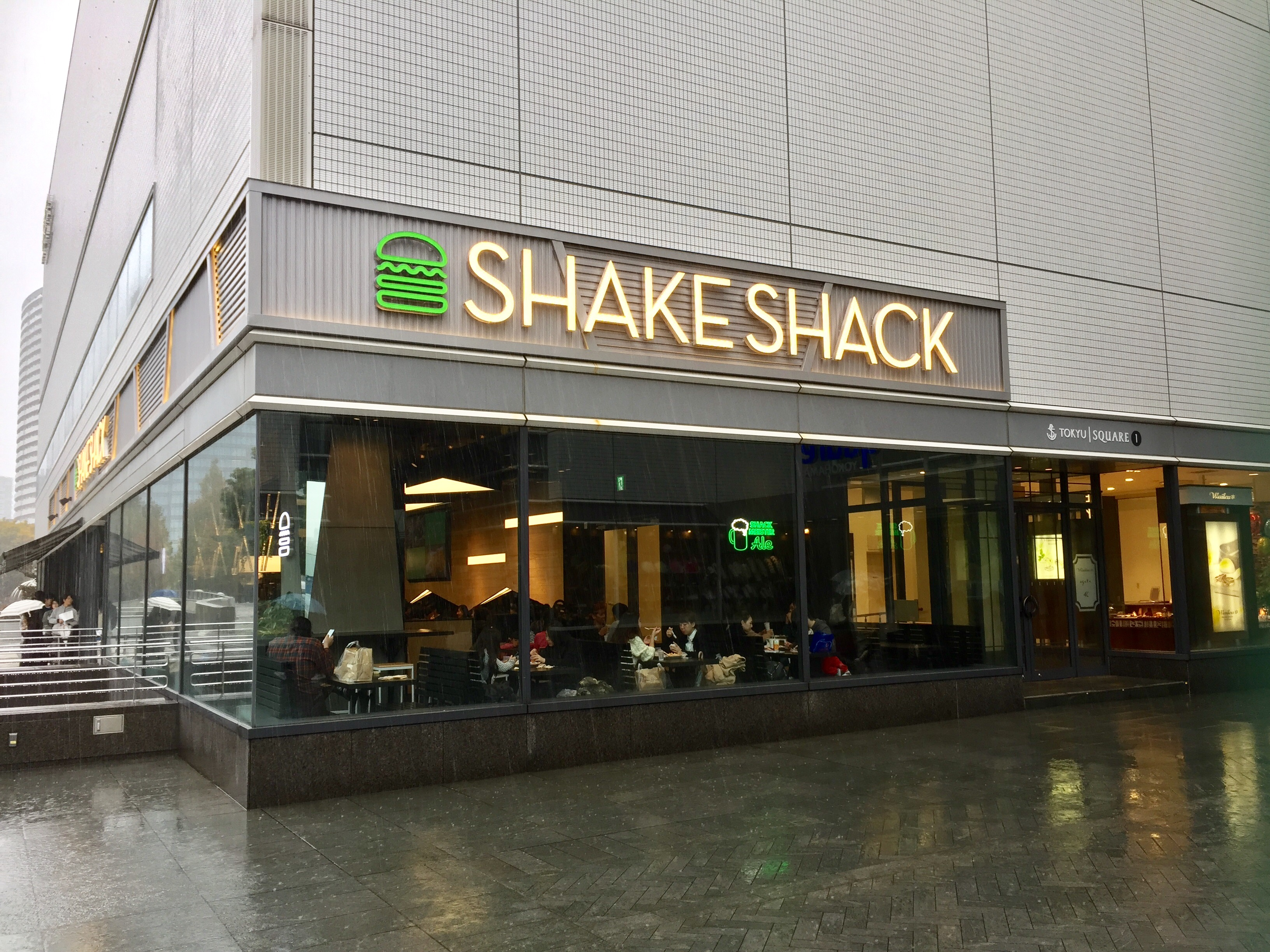
シェイク・シャックみなとみらい店
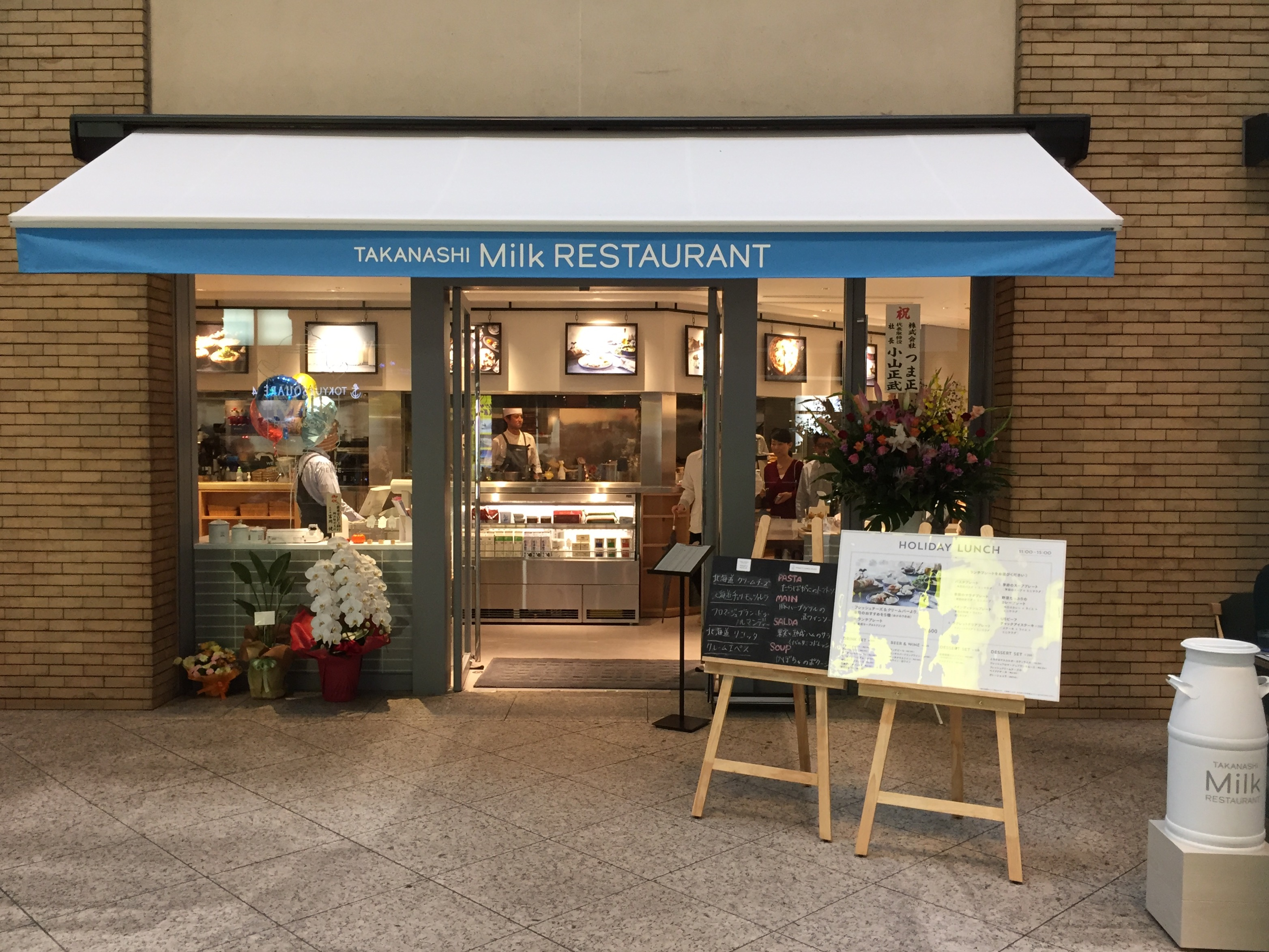
TAKANASHI Milk RESTAURANT（タカナシミルクレストラン）
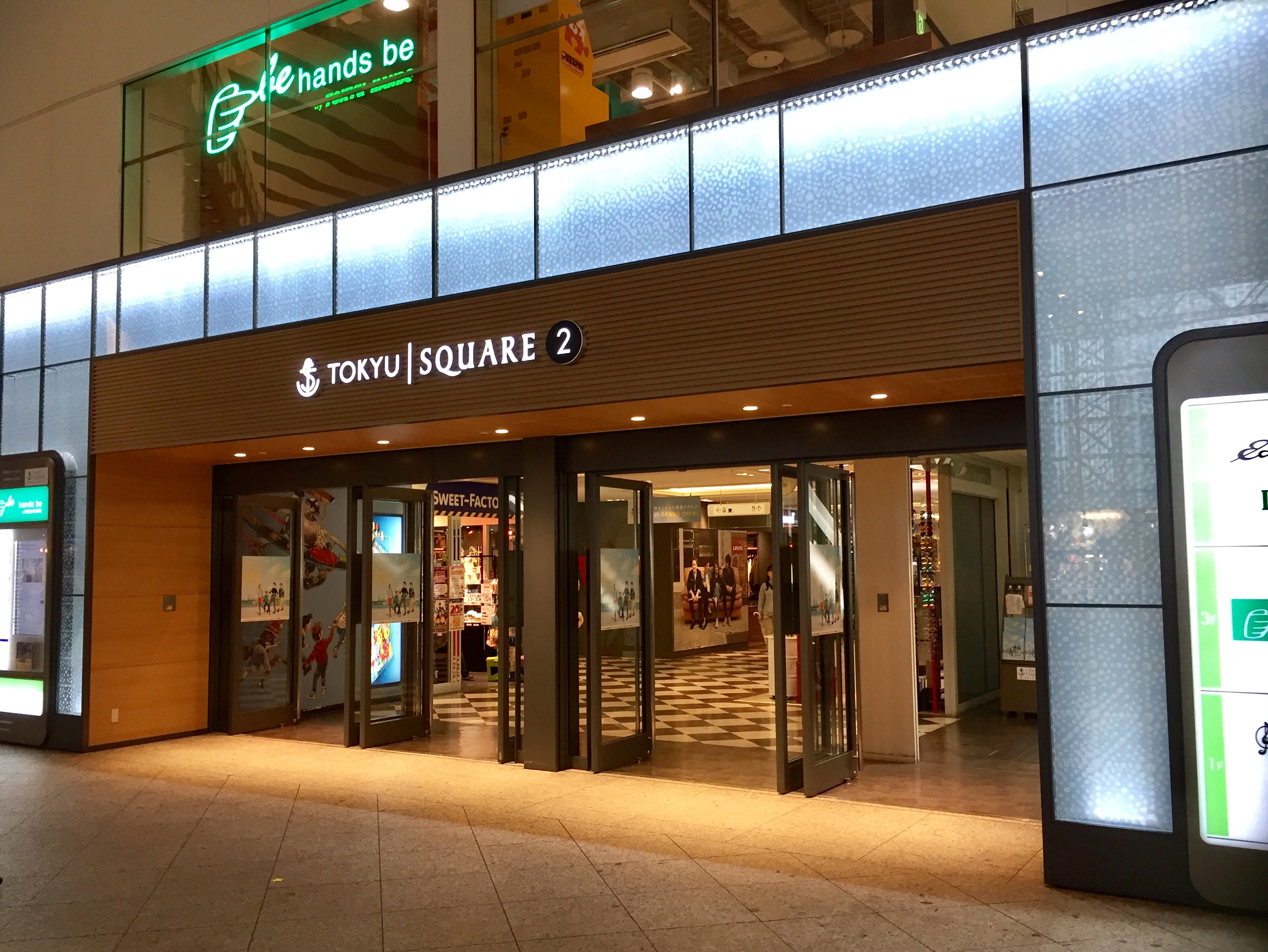
みなとみらい東急スクエア②の入口
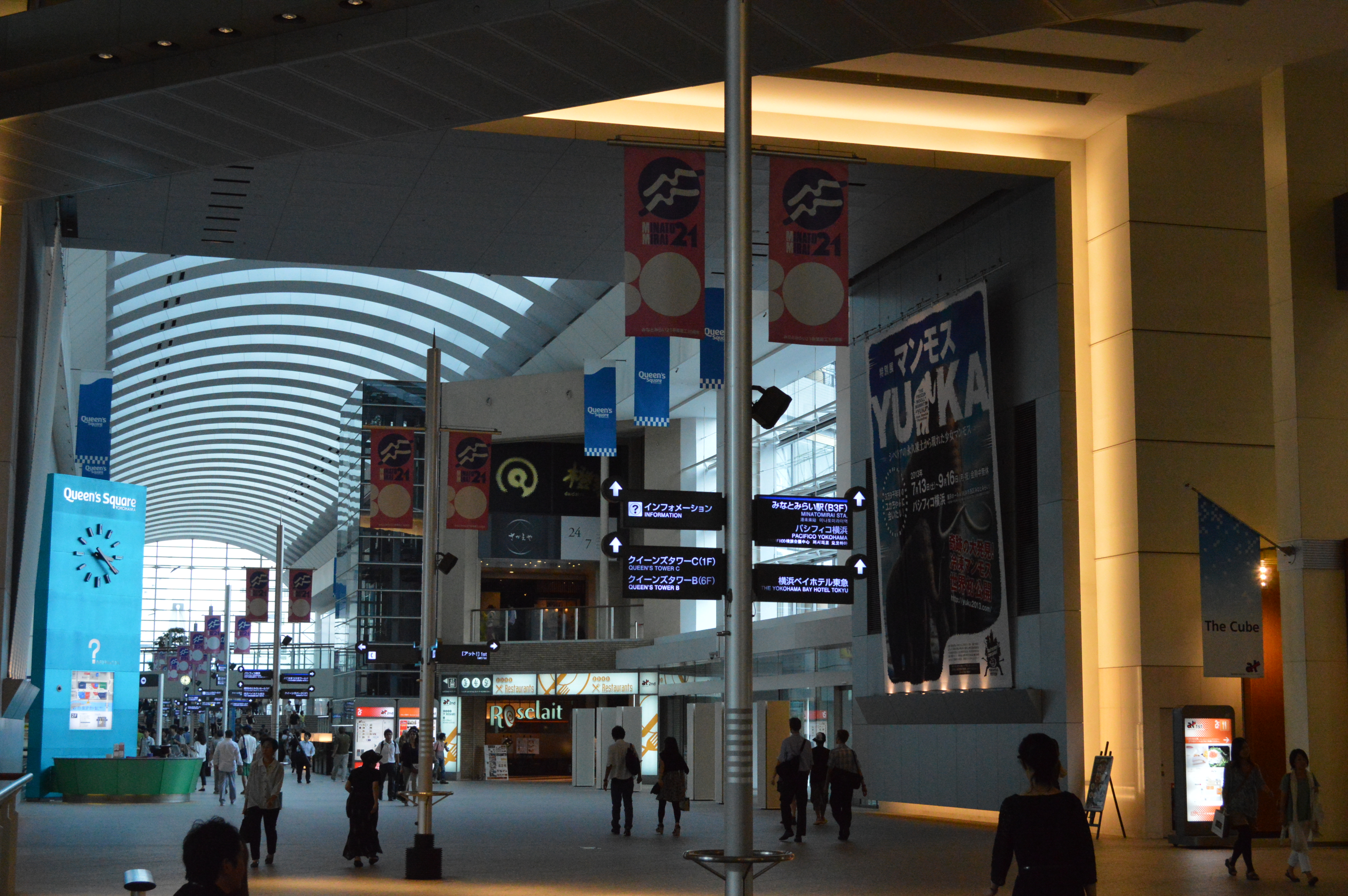
クイーンモール2F（画像は旧アット！の頃）
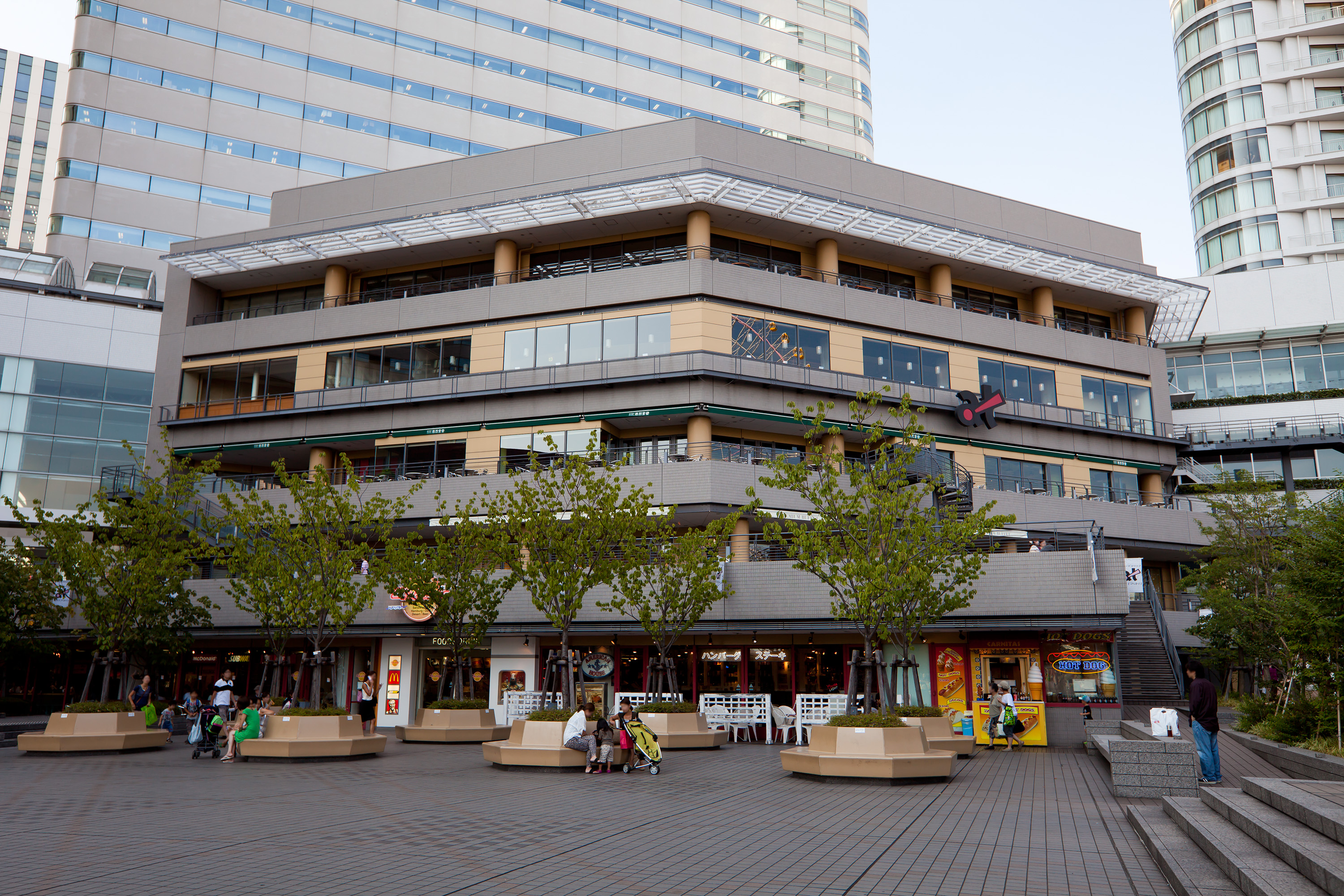
みなとみらい東急スクエア③の外観（画像は旧アット！2ndの頃）、鉄骨鉄筋コンクリート造地上5階建て